# Vents et Marées

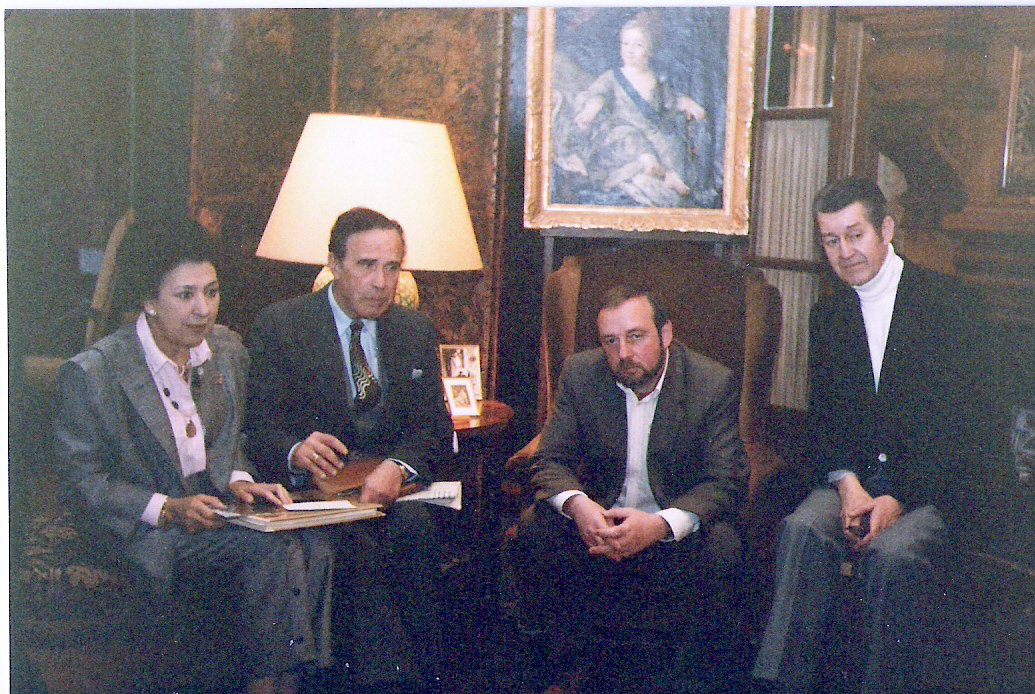
Une rencontre de poètes de Vents et Marées avec Jeanne Monteil, Pierre Espil, Simonomis et Jacques Moreau du Mans.

Vents et Marées est une revue de poésie animée, à Anglet, par Jeanne Monteil et Jean-Léopold Dumontier-Béroulet. 
Fondée à l'automne 1976, elle a été publiée jusqu'en 1992.

## Historique
Vents et Marées s'est inscrite d'emblée dans une filiation avec les poètes de La Tour de Feu et de l'école de Rochefort.
Chacun de ses numéros commençait par un éditorial introduisant un thème qui regroupait un nombre important de poètes, proposait aussi des dessins d'artiste et se terminait par un ensemble de notes rendant compte de l'actualité de la vie poétique (parutions, rencontres, etc.).

## De quelques numéros
- 1976
  - no 0 : La Poésie
- 1977
  - no 1 : Formes et couleurs
  - no 2 : Les Musicales
  - no 3 : Arlequinades
  - no 4 : Shorlekoua (Terre où je suis né)
- 1978
  - no 5 : Dieux de cordée
  - no 6 : Rencontres
  - no 7 : Rires
  - no 8 : Regards
- 1979
  - no 9 : Passages piétons
  - no 10 : Re-vivre
  - no 11 : Des fées et démons
  - no 12 : Grand large
  - Hors-série : Dialogue (de Pierre et Guy d'Arcangues)
- 1980
  - no 13 : Liberté I
  - no 14 : Liberté II
  - no 15 : Fenêtre sur…
  - no 16 : Divine paresse
- 1981
  - no 17 : Le Temps d’une œuvre
  - no 18 : Atout cœur
  - no 19 : La Bourse ou la vie
  - no 20 : Escales
  - Hors-série : Flores de nada (de Christian Andrès)
  - Hors-série : Femmes l’échange (de Bernard Bailly)
- 1982
  - no 21 : De temps en temps
  - no 22 : Je vous dis tu
  - no 23 : Nocturnales
  - no 24 : Imprévu
  - no 25 : Comédie, comédiens de la vie
  - Hors-série : Capucelle chez les Iroquois (de Tonia Le Goff)
- 1983
  - no 26 : Les poètes m’ont dit
  - no 27 : La Colère
  - no 28 : La Beauté
  - Hors-série : Le Romancero judéo-espagnol de Marseille (de Emmanuel Eydoux)
- 1984
  - no 29 : La Male Forme
  - no 30 : Le Serpent à plumes
  - no 31 : Le Silence
  - no 32 : La Folie
- 1985
  - no 33 : Chansons
  - no 34 : Le Feu
  - no 35 : L’Enfant et la Poésie
  - no 36 : Chandelles
  - Hors-série : Le Dur Octante (de Edmond Humeau)
- 1986
  - no 37 : Gourmandise
  - no 38 : La Révolte
  - no 39 : Le Jeu
- 1987
  - no 41 : La Joie et l’Échanson
  - no 42 : Contes et Histoires
  - no 43 : La Nostalgie

- 1988
  - no 44 : Fils du ciel
- 1989
  - no 45 : Mat et brillant
  - no 46 : Minéral
- 1990
  - no 47 : La Provocation
  - no 48 : L’Autre Côté
  - no 50 : La Puce et la Souris
  - no 51 : Lames de fond
- 1991
  - no 52 : Errances
  - no 53 : Imprécations
- 1992
  - no 55 : L’Arbre
  - no 56 : Cinéma et poésie

## Note
1. ↑  Enregistrée sous l' (ISSN 0154-6473).